# Yaakov Cahan
Yaakov Cahan sau Kahan (în ebraică יעקב כהן; n. 26 iunie 1881, Sluck⁠(d), gubernia Minsk⁠(d), Imperiul Rus – d. 20 noiembrie 1960, Tel Aviv, Israel) a fost un poet israelian de limba ebraică, originar din Belarus, scriitor, dramaturg, traducător și filolog, laureat al Premiului Israel.

## Biografie
Yaacov Cahan s-a născut în 1881 în Imperiul Rus, în orășelul Sluțk, astăzi în Belarus, într-o familie de comercianți evrei înstăriți - Beniamin Kagan (Kahan) și soția sa, Pesia, născută Vendrovski. Cahan și-a petrecut copilăria în satul Zghej. Între anii 1903-1909 a studiat la universitățile din Berna, Munchen și Paris. În 1909 a terminat teza de doctorat în filozofie la Universitatea din Berna. De la vârsta de 16 ani, din 1897, Cahan s-a alăturat activ mișcării sioniste. El a fost printre întemeietorii organizației Bnei Tzion (Fiii Sionului) din orașul său natal, Sluțk. A militat cu pasiune în rândurile evreilor pentru difuzarea limbii ebraice ca limba vorbită renăscută și în anii 1910-1914 a condus Societatea pentru cultura și limba ebraică din Berlin.În anii 1917-1927 a lucrat ca inspector pentru studiul limbii ebraice și al iudaismului în rețeaua de licee evreiești înființată în Polonia de către Max Braude și apoi între 1927-1933, a predat poezia ebraică medievală și literatura ebraică nouă la Institutul de iudaism din Varșovia. În timpul șederii sale la Varșovia Cahan a fost membru in comitetul de conducere a organizației de învățământ evreiesc Tarbut (Cultura). 
În urma pogromului de la Chișinău din 1903 el a scris poezia "Shir Habirionim" (Cântecul voinicilor),(Litsha litsha tzori li) care a fost pusă pe note de Avraham Tzvi Idelsohn. 
Yaacov Cahan a emigrat în anul 1934 în Palestina și a locuit multă vreme în strada Bialik din Tel Aviv.
A scris versuri, proza, piese de teatru, traduceri și poezii pentru copii. 
Cahan a scris încă un „Cântec al voinicilor” („Shir Habirionim”), care pe muzica unor autori necunoscuți (după unii,un marș austriac) a devenit imnul organizației evreiești "Hashomer" (Păzitorul) care a luat ființă în 1908 în Palestina sub ocupație otomană și care și-a propus să apere cu arma în mână viața și casele populației evreiești. Refrenul acestuia „Prin sânge și foc Iudeea a căzut, prin sânge și foc Iudeea se va scula" a devenit binecunoscut. Acest cântec a fost adoptat ulterior de Mișcarea Sioniștilor Revizioniști și tineretul acesteia din organizația „Betar”. 
Un alt cântec al lui Cahan, „Shir Hatzvaot” („Cântecul oștirilor”) a devenit imnul mișcării național-religioase sioniste „Brit Hahashmonaim” (Uniunea Hasmoneilor).
Yaakov Cahan a fost activ în Sionismul Revizionist și membru al partidului Uniunea Sioniștilor Revizioniști condus de Zeev Jabotinski.
Din cauza unei polemici în legătură cu platforma politică a lui Jabotinski, în anul 1933 Cahan s-a alăturat lui Meir Grossmann și a format o fracțiune politică denumită „Partidul Statului Evreiesc” (Miflegget Hamedina Haivrit). 
Yaacov Cahan a murit în anul 1960 la Tel Aviv și a fost înhumat în cimitirul de pe Har Hamenuhot din Ierusalim.

## Premii și distincții
- 1938 - Premiul literar Bialik pentru cartea sa „Leyad Hapiramidot”
- 1945 - Premiul Shaul Cernihovski pentru traducerea în ebraică a primei parti din „Faust” de Goethe
- 1958 - Premiul Shaul Cernihovski pentru traducerea în ebraică a poeziilor lui Heinrich Heine
- Cahan a fost președintele filialei PEN-Club din Palestina.
- 1953 și 1958 - Premiul Israel pentru literatură

## In memoriam
- Străzi din orașele israeliene Ramat Gan, Kiryat Haim și Ramat Hasharon îi poartă numele.
- Biblioteca Ariel din clădirea Beit El Al la Tel Aviv îi poartă și ea numele.

### Traduceri
Yaakov Cahan a tradus din germană prima parte a lui „Faust” și piesele „Ifigenia în Taurida" de Goethe și „Torquato Tasso” de Goethe, poezii alese de Heine